# Paryphoconus
Paryphoconus is een geslacht van stekende muggen uit de familie van de knutten (Ceratopogonidae).

## Soorten
- P. sonorensis Wirth and Ratanaworabhan, 1972